# Pegah Ahangarani
Pegah Ahangarani (em persa: پگاه آهنگرانی, nascida em 1984) é uma atriz iraniana. É filha da atriz e realizadora Manijeh Hekmat e do realizador Jamshid Ahangarani.

## Filmografia
- The Singing Cat (1991 - Realizado por Kambozia Partoyi)
- The Girl in Sneakers (1999 - Realizado por Rasul Sadr Ameli)
- Women's Prison (2001 - Realizado por Manijeh Hekmat)
- Our Days (2002 - Realizado por Rakhshan Bani-Etemad)
- Maxx (2005 - Realizado por Saman Moghadam)
- Sweet Jam (2006 - Realizado por Arezoo Petrossian)
- 3 Women (2008 - Realizado por Manijeh Hekmat)

## Prémios
- Melhor atriz pela sua interpretação em The Girl in Sneakers no 23º Cairo International Film Festival, Egito, em dezembro de 1999;
- Melhor atuação pela sua interpretação em The Girl in Sneakers no 14º Isfahan International Film and Video Festival for Children and Young Adults, Irão, em outubro de 1999.

## Prisão
Pegah foi presa a 27 de julho de 2009 após as eleições presidenciais de 2009 no Irão, alegadamente devido ao seu suporte às atividades do candidato da oposição, Mir-hossein Mousavi. A 10 de julho de 2011 foi presa novamente quando tentava sair do país em direção à Alemanha para estar presente na Taça do Mundo feminino 2011 da FIFA ao serviço da Deutsche Welle.